# Strictly Physical (сингъл)
Вижте пояснителната страница за други значения на Strictly Physical.
Strictly Physical е денс-поп песен, написана от Кристиан Балард, Тим Хейвс, Пийт Къртли, Оби Мондера и Андрю Мъри за германското поп трио Монроуз. Тя е част от едноименния втори албум на групата – Strictly Physical. Съпродуценти са тимовете Жиант и Сноуфлейкърс, като песента ще излезе на пазара като втория сингъл от албума на 14 септември 2007.